# Rhizom (filosofi)
Rhizom är ett koncept inom filosofi utvecklat av Gilles Deleuze och Félix Guattari. Konceptet tar sin utgångspunkt från det biologiska begreppet rhizom som betecknar vissa växters rotsystem. Dessa växter tenderar att vara svåra att utrota, då rotsystemet finns kvar även om växten tas bort. Systemet kan växa åt olika håll, medan en vanlig trädrot förgrenar sig i ändarna samt allt går tillbaka till stamroten. I överförd betydelse använder sig Deleuze och Guattari av begreppet som ett organiseringsmönster av människor, idéer och böcker. Tusen platåer (originaltitel på franska: Mille Plateaux), utgiven 1980, är ett exempel på en text som är rhizomatiskt upplagd enligt författarna. Internet har ansetts ha en rhizomatisk struktur.
| ”                                           | En icke-hierarkisk struktur av begrepp som fortplantar sig i alla riktningar och inbjuder till en mångfald användningssätt, omfunktioneringar och ympningar." | „ |
| – Helena Mattsson och Sven-Olov Wallenstein | |   |

Rhizoms kommer från de Grekiska ord "riza" som betyder rötter.

## Rhizom som förståelsemodell för samhället
Som en förståelsemodell för kultur motsätter sig rhizomet den organisatoriska strukturen av rot-träd-systemet, som i sin tur kartlägger kausalitet längs kronologiska linjer och söker den begynnande källan av "ting" och blickar mot kulmen eller änden av dessa "ting". Denna syn på kulturens utveckling motsätter sig också den hegelianska historicismen, då den inte ser kultur som en kronologisk strävan eller utveckling mot ett givet mål.
Ett rhizom, å andra sidan, kan ses som "ändlöst skapade kopplingar mellan semiotiska länkar, maktstruktureringar och omständigheter gällande konst, vetenskap och sociala rörelser". Snarare än att göra historia och kultur till en berättelse, presenterar rhizomet historia och kultur som en karta eller brett spektrum av attraktioner och influenser utan särskild utgångspunkt eller födelse, ty "ett rhizom har ingen begynnelse och inget slut; den är alltid i mitten, mellan saker, innevarande, intermezzo." 
Rhizomets plana rörelse motsätter sig kronologi och organisering, istället föredrar den ett nomadiskt system av tillväxt och spridning. I denna modellen sprids kultur likt ytan på en vattenmassa, som utbreder sig mot tillgängliga ytor eller rinnandes ner mot nya utrymmen genom sprickor och gap, och vittrar ned det som kommer i dess väg. Ytan kan brytas och förflyttas, men dessa störningar lämnar inga spår, då vattnet är laddat med tryck och en ständig potential att söka sin balanspunkt och därmed söka en jämn yta.

## Sex principer
I inledningskapitlet till Tusen platåer ges rhizom-modellen sex huvudprinciper eller kännetecken:
1. Kopplingsförmåga (connectivity) – egenskapen att kunna skapa nya bindningar i varje punkt på och inuti sig själv.
2. Heterogenitet (heterogenity) – egenskapen att kunna associera och länka element av helt olika art till varandra.
3. Multiplicitet (multiplicity) – en helhet med unika och specifika egenskaper som inte kan förklaras genom att lägga ihop de enskilda delarnas egenskaper var för sig.
4. Icke-betecknande brott (asignifying rupture) – förmågan att överleva, till och med att växa med ny kraft och riktning, trots lokala sammanbrott.
5. Kartografi (cartography) – ett rhizom har ingen början eller slut, utan alla punkter kan tjäna som startpunkt – det handlar bara om hur man orienterar sig utifrån den. Deleuze och Guattari ställer kartan mot det för-ritade spåret ("tracing") för att illustrera skillnaden.
6. Dekalkomani (decalcomania) – efter den metod att överföra tryckta bilder från ett föremål till ett annat, som givit upphov till ordet "dekal". I det här sammanhanget har det att göra med en slags experimentell hållning till omvärlden, att prägla sig själv och omgivningen i takt med sin utveckling och framväxt. En rhizomatisk organisation anpassar sig hela tiden efter de rådande villkoren, försöker hitta framkomliga vägar i samspel med dem, istället för att påtvinga omvärlden sina egna villkor och organisation.